# Sebastopol (Califòrnia)
Sebastopol és una població dels Estats Units a l'estat de Califòrnia. Segons el cens del 2000 tenia 7.774 habitants.

## Demografia
Segons el cens del 2000, Sebastopol tenia 7.774 habitants, 3.250 habitatges, i 1.953 famílies. La densitat de població era de 1.596,6 habitants/km².
Per edats la població es repartia de la següent manera: un 23,6% tenia menys de 18 anys, un 7,4% entre 18 i 24, un 25% entre 25 i 44, un 27,6% de 45 a 60 i un 16,5% 65 anys o més.
L'edat mediana era de 42 anys. Per cada 100 dones de 18 o més anys hi havia 75,3 homes.
La renda mediana per habitatge era de 46.436 $ i la renda mediana per família de 55.792 $. Els homes tenien una renda mediana de 40.538 $ mentre que les dones 32.399 $. La renda per capita de la població era de 22.881 $. Entorn del 4,7% de les famílies i el 6,9% de la població estaven per davall del llindar de pobresa.

## Poblacions més properes
El següent diagrama mostra les poblacions més properes.